# Teatro del Círculo Militar de Caracas
El Teatro del Círculo Militar de Caracas, también llamado Gran Teatro del Círculo Militar, es un espacio para los eventos teatrales, musicales y culturales localizado en el sector de Santa Mónica cerca del Paseo Los Procéres y parte del complejo conocido como Círculo Militar de Caracas en el Municipio Libertador al oeste del Distrito Metropolitano de Caracas, y al centro norte de Venezuela.
A lo largo de la historia ha sido usado para innumerables eventos de todo tipo como cuando fue sede de la edición del festival de la OTI celebrado en 1979, la edición XII del concurso Miss Venezuela; el Simposio Internacional de Transporte Aéreo de 2012 o presentaciones de la Academia Venezolana de Ballet Clásico Nina Novak.
Fue reabierto en 2012 con la presentación de la obra "Cosa de dos entre tres" después de años de solo presentar pequeñas obras. Posee 460 butacas, e instalaciones con tecnología moderna, seguridad y estacionamiento.